# 叶衍兰

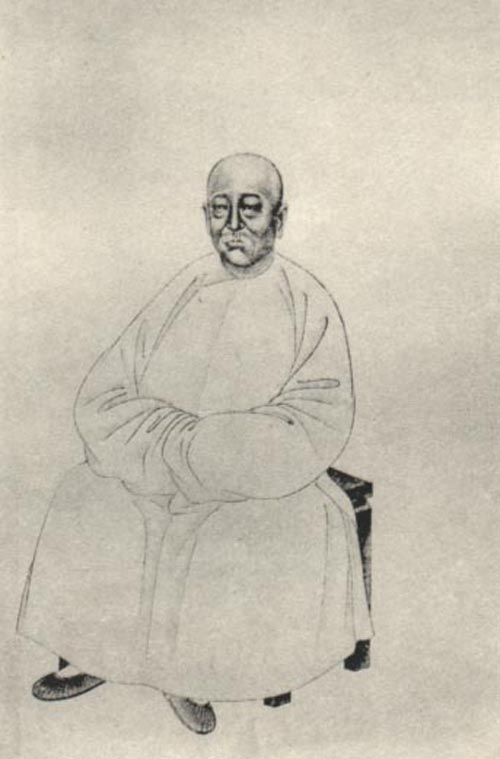
叶衍兰像，取自《清代學者象傳》第二集，叶公绰辑，杨鹏秋摹绘。

葉衍蘭（1823年—1898年），字南雪，號蘭臺，廣東番禺人，祖籍浙江余姚，清朝官員、文学家、书法家。

## 生平
咸豐二年（1852年）舉人，咸豐六年（1856年）進士。改翰林院庶吉士、歷官戶部江西司主事、貴州司員外郎、雲南司郎中。官至軍機章京，“儤直枢垣二十余年”。后“以忤某邸遂告归”（梁鼎芬等《番禺县续志》卷一一十），主讲越华书院。

## 家族
先世浙江餘姚人。曾祖葉謙亨始定居廣東。父葉英華，好詩詞。
其孫葉恭綽為民國政治派系交通系成員之一。

## 著作
工小篆行楷，善繪畫，人物仕女，尤精摹寫。
著有《海云阁诗钞》，《秋梦盒词钞》二卷、《绩》一卷、《再续》一卷，编有《秦淮八艳图咏》、《粤东三家词钞》、《旧雨联吟》，写刻有《李长吉集》、《返生香》等。
致力收集摹繪清代学者遗像，自顧炎武至魏源，凡百十七人，各附以小传，作成《清代學者象傳》。